# Gondar
Gondar nebo Gonder (amharsky ጎንደር) je město v Etiopii, ležící 750 km severně od metropole Addis Abeby a 40 km od jezera Tana, v Simienských horách. Gondar založil ve 30. letech 17. století císař Fasiladas (1632–67) a až do roku 1855 byl hlavním městem země. Císařský palácový areál Fasil Ghebbi, zvaný „Kamelot Afriky“, byl v roce 1979 zapsán na seznam Světového dědictví UNESCa. Město patří mezi hlavní náboženská střediska Etiopie (podle tradice v něm stojí 44 kostelů); také je důležitým obchodním centrem zemědělské oblasti, má letiště, univerzitu (zal. 1954) a nemocnici.

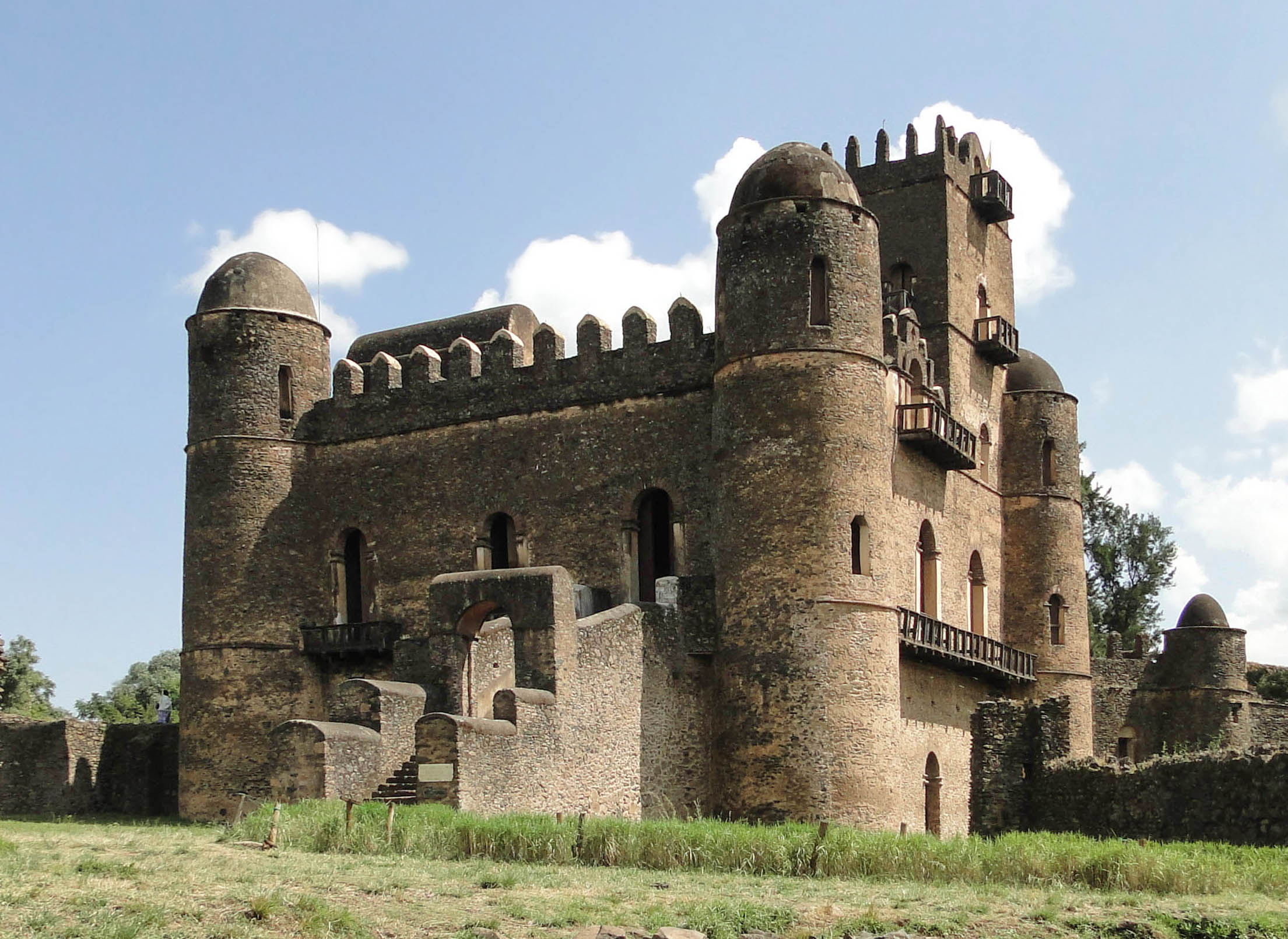
Palác císaře Fasiladase (Hlavní palác), trůnní sál všech etiopských císařů do pol. 19. století

V listopadu 1941 proběhla u Gondaru bitva, po níž byly italské okupační jednotky v Etiopii definitivně poraženy a vzdaly se britským silám. Nicméně, po Italech zůstaly ve městě četné moderní budovy v art deco slohu. Modernizaci a přestavbu Gondaru projektoval italský architekt a urbanista Gherardo Bosio.